# Barbacoas
Barbacoas là một khu tự quản thuộc tỉnh Nariño, Colombia. Thủ phủ của khu tự quản Barbacoas đóng tại Barbacoas Khu tự quản Barbacoas có diện tích 3427 ki lô mét vuông. Đến thời điểm ngày 28 tháng 5 năm 2005, khu tự quản Barbacoas có dân số 22071 người.